# فران ماثيوز
فران ماثيوز (بالإنجليزية: Fran Matthews)‏ هو لاعب كرة قاعدة أمريكي، ولد في 2 نوفمبر 1916، وتوفي في 24 أغسطس 1999 في لوس أنجلوس في الولايات المتحدة.

## وصلات خارجية
- فران ماثيوز على موقع جمعية أبحاث البيسبول الأمريكية (الإنجليزية)